# Faustin Soulouque
Faustin-Élie Soulouque, Faustyn I (ur. 15 sierpnia 1782 w Petit-Goâve, zm. 3 sierpnia 1867 tamże) – prezydent Haiti w latach 1847–1849, cesarz Haiti w latach 1849–1859.

## Życiorys

### Żołnierz
Urodził się w rodzinie niewolników haitańskich. Był wyznawcą voodoo i zarazem katolikiem. W 1793 podczas rewolucji francuskiej jego właściciel, jakobin Léger-Félicité Sonthonax, nadał mu wolność. W latach 1803–1804 Faustin Soulouque jako szeregowy żołnierz brał udział w wojnie o niepodległość Haiti. W Republice Haiti piął się po szczeblach kariery wojskowej. W 1810 został porucznikiem gwardii konnej prezydenta Alexandre'a Pétiona. Do 1843 dosłużył się stopnia pułkownika. W 1846 został generałem i dowódcą gwardii prezydenckiej Jeana-Baptiste'a Riché.

### Prezydent Haiti
1 marca 1847 – dzięki staraniom polityków mulackich – został wybrany prezydentem Republiki Haiti. Początkowo był uległy wobec grupy oligarchów sprawujących faktyczną władzę w państwie jednak szybko zmienił front i zaczął tworzyć wokół siebie stronnictwo złożone wyłącznie z podległych mu murzyńskich oficerów.
W 1848, wykorzystując wojsko, odsunął od władzy oligarchię mulacką i wprowadził rządy dyktatorskie. Następnie podjął nieudaną próbę zjednoczenia wyspy Haiti i rozpoczął – zakończoną klęską w 1849 – wojnę z Republiką Dominikany. 

### Cesarz Haiti

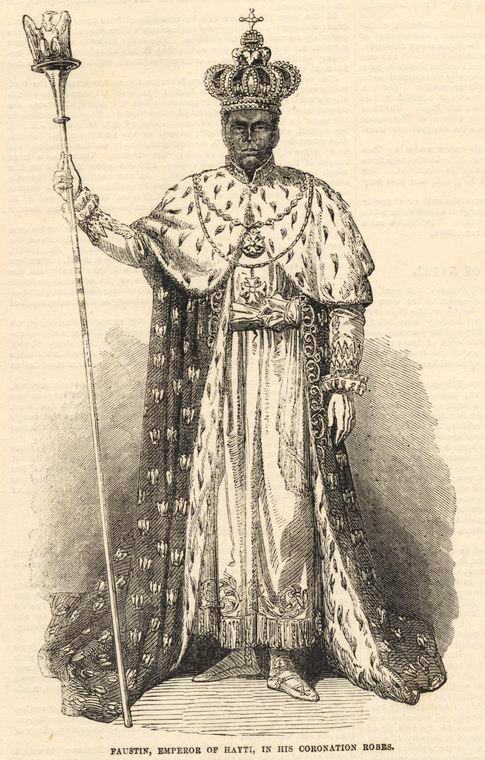

Dążąc do wzmocnienia swojej pozycji w państwie, 26 sierpnia 1849 Faustin Soulouque ogłosił się cesarzem Haiti i przyjął imię: „Faustyn I”. We wrześniu 1849 wprowadził nową konstytucję wzorowaną na ustawie zasadniczej I Cesarstwa Francuskiego. Wyeliminował z życia politycznego stanowiących elitę państwa mulatów i oparł swoje rządy na Murzynach.
Postanowił ograniczyć amerykańskie wpływy na wyspie. Podwyższył podatki dla zagranicznych kupców, wprowadził państwowy monopol na handel cukrem, kawą i indygo. Później prowadził wojnę celną z Wielką Brytanią, Francją i Stanami Zjednoczonymi. 
Wykorzystując poparcie społeczne ludności murzyńskiej rozpoczął kolejną wojnę z Republiką Dominikany, która także zakończyła się klęską. Po tym niepowodzeniu zaostrzył rządy dyktatorskie. Ignorował parlament, wprowadził krwawe represje wobec przeciwników politycznych.
W 1855 Faustyn I po raz kolejny podjął próbę zjednoczenia wyspy Haiti. W grudniu 1855 w bitwie pod San Tomé jego armia została doszczętnie rozbita przez wojska Dominikany, a on sam zmuszony był ratować się ucieczką.
W tym czasie w kraju coraz bardziej narastało niezadowolenie z jego rządów oraz sprzeciw wobec brutalnych metod panowania. W 1858 przeciwko cesarzowi wybuchł bunt armii, któremu przewodził generał Fabre Geffrard. Rebelianci proklamowali utworzenie republiki. W styczniu 1859 powstańcy zajęli stolicę kraju – Port-au-Prince i zmusili Faustyna I do ucieczki. 15 stycznia 1859 cesarz zrzekł się władzy i wyjechał na Jamajkę. Powrócił na Haiti w 1867. Nie brał już udziału w życiu politycznym. Zmarł niedługo po powrocie. Pochowany został w Fort Soulouque.